# Christoph Dammermann

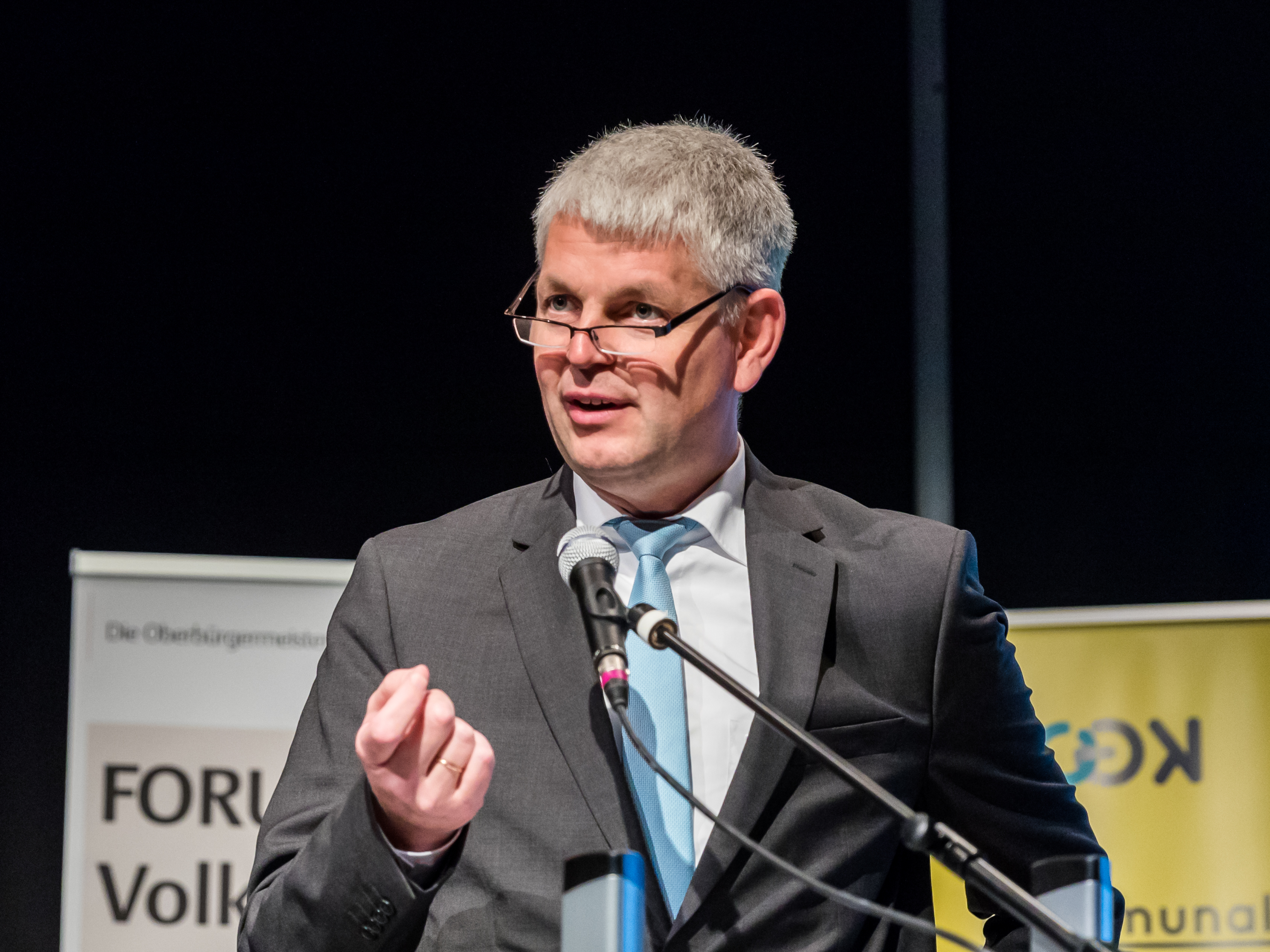
Christoph Dammermann, 2018

Christoph Dammermann (* 16. Mai 1967 in Dortmund) ist ein deutscher Ministerialbeamter und Politiker (FDP). Vom 30. Juni 2017 bis zum 30. Juni 2022 fungierte er als Staatssekretär im Ministerium für Wirtschaft, Innovation, Digitalisierung und Energie des Landes Nordrhein-Westfalen.

## Werdegang

### Herkunft
Der gebürtige Dortmunder legte sein Abitur am Stadtgymnasium Dortmund ab. Anschließend begann er eine Ausbildung zum Bankkaufmann. Es folgte ein Studium der Betriebswirtschaftslehre an den Universitäten Dortmund und Bielefeld, welches er 1994 als Diplom-Kaufmann beendete. Er lebt mit seiner Frau und seinen drei Kindern im westfälischen Werne.

### Beruflicher Werdegang
Seine erste Berufsstation hatte Dammermann bei der Dresdner Bank, zunächst als Trainee, 1996 als Filialleiter in Bünde. Es folgten weitere Stationen unter anderem als Leiter der Filiale in Lünen und als Pressesprecher in der Region Ruhr und Westfalen. Im Jahre 2009 wurde Dammermann Geschäftsführer der Wirtschaftsförderung Hamm, einer 100% Tochter der Stadt Hamm. Zeitgleich war er einer von vier Geschäftsführern der MVA Hamm Betreiber-GmbH. Seit 1988 bis heute arbeitete Dammermann nebenbei als freiberuflicher Dozent für die Friedrich-Naumann-Stiftung für die Freiheit.
Am 30. Juni 2017 wurde Christoph Dammermann auf Beschluss des Kabinetts von Armin Laschet zum Staatssekretär ernannt. Nach dem Amtsantritt von Ministerpräsident Hendrik Wüst am 27. Oktober 2021 behielt er diese Funktion. Mit dem Antritt des Kabinetts Wüst II schied er am 30. Juni 2022 aus dem Amt aus.
Seit dem 1. Juni 2023 ist Dammermann Geschäftsführer der Stiftung Westfalen-Initiative.
Darüber hinaus war Dammermann Mitglied und Vorsitzender zahlreicher Gremien, unter anderem Vorsitzender des Aufsichtsrates des Wuppertal Institut für Klima, Umwelt, Energie, der NRW Global Business GmbH, und der Zukunftsagentur Rheinisches Revier GmbH. Weiterhin war er unter anderem Mitglied des Aufsichtsrates der Messe Düsseldorf, Vertreter im Beirat der Bundesnetzagentur und Mitglied des Kuratoriums der DFB-Stiftung Deutsches Fußballmuseum.

### Politischer Werdegang
Schon in jungen Jahren kam er mit Politik in Verbindung. So war er unter anderem Gründungsmitglied der Jungen Liberalen in Dortmund, der Jugendorganisation der FDP. 1991 bis 1993 war er Landesvorsitzender der Jungen Liberalen NRW.
In die FDP ist er 1983 eingetreten. Hier ist er seit 1990 in verschiedenen Funktionen mit mehreren Unterbrechungen Mitglied des Landesvorstandes in Nordrhein-Westfalen. Seit Januar 2023 ist Dammermann Schatzmeister der FDP NRW. 
Kommunalpolitisch engagierte er sich unter anderem in Bünde von 1999 bis 2000 als Ratsmitglied und erster stellvertretender Bürgermeister, sowie von 2004 bis 2009 als Vorsitzender der FDP-Fraktion im Rat der Stadt Werne und als stellv. Fraktionsvorsitzender in der Landschaftsversammlung Westfalen-Lippe.

## Mitgliedschaften
Dammermann ist Mitglied des Ehemaligenvereins des Stadtgymnasiums Dortmund, sowie des Absolventennetzwerkes der Uni Bielefeld. Er unterstützt die Sportvereine Borussia Dortmund und die Hammer Spielvereinigung. Des Weiteren ist er Mitglied der FDP Vorfeldorganisationen Vereinigung Liberaler Kommunalpolitiker (derzeit als Mitglied des Landesvorstandes NRW) und des Liberalen Mittelstandes.
Dammermann gehört dem Lions Club Hamm-Hammona an.